# Финогенов, Михаил Иванович
Михаил Иванович Финогенов (1888—1943) — генерал-майор Рабоче-крестьянской Красной Армии.

## Биография

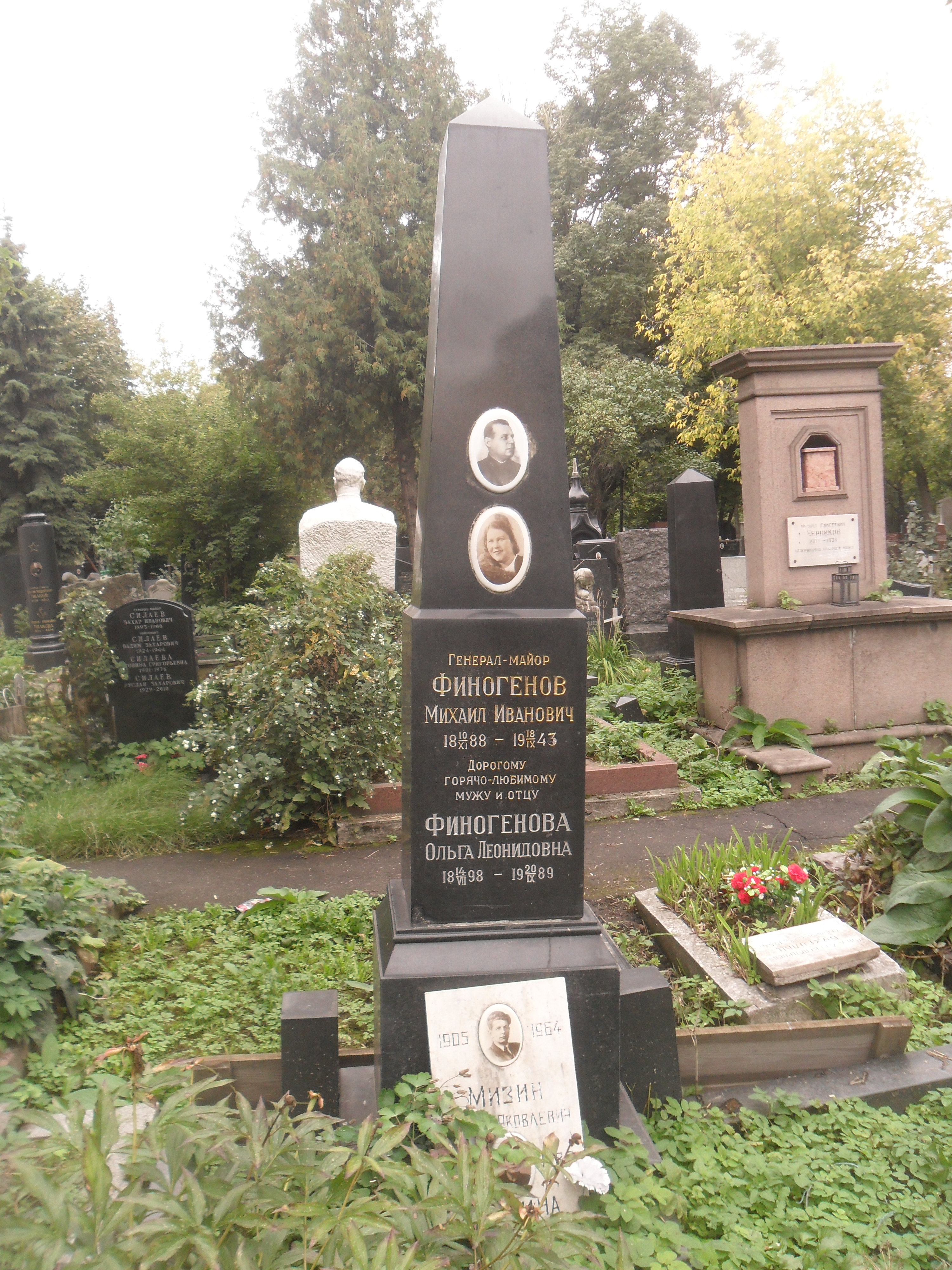
Могила Финогенова на Новодевичьем кладбище Москвы.

Михаил Финогенов родился 10 ноября 1888 года. Подробностей его жизни и службы на данный момент не установлено.
Звания:
интендант 1-го ранга 13.12.1935
бригинтендант 17.02.1938
генерал-майор интендантской службы 04.06.1940
Служил на высоких должностях в интендантском ведомстве.
В КА с 1918 года. В 1938 году помощник начальника Военно-Воздушной академии в Монино. В 1940 году начальник обозно-хозяйственного управления.  В ВОВ интендант Орловского,  Южно-Уральского военных округов и  Калининского фронта.
В 1943 году Финогенов был назначен интендантом Калининского фронта. Скоропостижно скончался от болезни 19 сентября 1943 года, похоронен на Новодевичьем кладбище Москвы.